# Tachystoskop
Tachistoskop – przyrząd używany w badaniach psychologicznych, umożliwiający eksponowanie osobom badanym obrazów, symboli, słów oraz innych materiałów wizualnych w określonym czasie. Tachistoskop jest używany w badaniach psychologicznych dotyczących pamięci, uwagi oraz spostrzegawczości. Tachistoskop jest wykorzystywany również w badaniach marketingowych. Służy on wówczas do pomiaru reakcji badanych osób na testowane produkty oraz reklamy.